# Hilliard (Florida)
Hilliard è una città degli Stati Uniti d'America, situata in Florida, nella Contea di Nassau.